# 1982 في لبنان
فيما يلي قوائم الأحداث التي وقعت خلال عام 1982 في لبنان.

## سياسة

### تعيين في المنصب
- 23 سبتمبر – أمين الجميل رئيس الجمهورية اللبنانية.

## مواليد

### يناير
- 1 يناير – أحمد قدور ملاكم لبناني.

### فبراير
- 9 فبراير – ميليسا مغنية لبنانية.

### أبريل
- 1 أبريل – ميسون نويهض
- 25 أبريل – ساندرا رزق

### مايو
- 1 مايو – نديم الجميل سياسي لبناني.
- 15 مايو – ليال عبود مغنية البوب اللبنانية.

### أغسطس
- 20 أغسطس – رجا ناصر الدين
- 22 أغسطس – لين سليمان
- 31 أغسطس – نايلة تويني سياسية لبنانية.

### سبتمبر
- 18 سبتمبر – جورج مراد لاعب كرة قدم.

### أكتوبر
- 21 أكتوبر – ملحم زين مغني لبناني.

## وفيات

### أبريل
- 7 أبريل – علي خداج (مواليد 1916) روائي وصحفي لبناني.

### يونيو
- 6 يونيو – خليل حاوي (مواليد 1931)
- 25 يونيو – عجاج نويهض (مواليد 1897) مؤرخ وكاتب وأديب ومترجم لبناني قومي عربي.

### سبتمبر
- 14 سبتمبر – بشير الجميل (مواليد 1947) سياسي لبناني ورئيس لبنان الأسبق ، اغتيل قبل أن يتسلم مهام منصبه.

### نوفمبر
- 2 نوفمبر – شوكت شقير (مواليد 1912) ضابط جيش لبناني - سوري.